# Шишкин, Виталий Евгеньевич
Виталий Евгеньевич Шишкин — советский хозяйственный, государственный и политический деятель, Герой Социалистического Труда.

## Биография
Родился в 1923 году. Член КПСС с года.
С 1938 года — на хозяйственной, общественной и политической работе. В 1938—1983 гг. — организатор колхоза «Заря», бригадир-ударник, участник Великой Отечественной войны, заведующий Сысольским районным отделом здравоохранения, председатель обкома профсоюза медицинских работников Коми, заместитель председателя райисполкома, председатель исполкома Сыктывдинского районного Совета депутатов трудящихся, директор совхоза «Сыктывкарский» Сыктывдинского района Коми АССР, первый секретарь Сыктывдинского райкома КПСС, председатель партийной комиссии Коми обкома КПСС.
Указом Президиума Верховного Совета СССР от 22 марта 1966 года присвоено звание Героя Социалистического Труда с вручением ордена Ленина и золотой медали «Серп и Молот».
Делегат XXIV съезда КПСС.
Умер в Сыктывкаре в 1997 году.